# Euchromia creusa
Euchromia creusa is een beervlinder uit de familie van de spinneruilen (Erebidae). De wetenschappelijke naam van de soort is, als Sphinx creusa, gepubliceerd in 1758 door Carl Linnaeus in de tiende editie van Systema naturae.

## Voorkomen
De soort komt voor in Australië (in het noorden van Queensland), op Ceram, op Key Island, in Nieuw-Guinea, de Nieuwe Hebriden, de Salomonseilanden, in Palau, Fiji en Vanuatu.

## Beschrijving
De spanwijdte is ongeveer 50 mm. Ze hebben zwarte vleugels met transparante plekken en blauwe komma-achtige merktekens nabij het midden van de voorste vleugel. De achterste vleugel heeft ongeveer de helft van de spanwijdte van de voorste. 
Euchromia creusa lijkt op Euchromia irius. De onderscheidende kenmerken zijn de rode banden op het achterlijf, bij Euchromia irius zijn dit er drie of vier, en bij Euchromia creusa vijf; daarnaast is de witte band bij Euchromia irius wat dikker terwijl die bij Euchromia creusa soms zelfs ontbreekt.

## Synoniemen
- Sphinx thelebas Cramer, 1777
- Sphinx irus Stoll, 1781
- Glaucopis ganymede Doubleday, 1846
- Euchromia superposita Rothschild, 1916